# Törökországi törökök Észak-Cipruson

Ciprus etnikai térképe az 1974-es török megszállás előtt. A sárga a görög ciprióták, a lila a török ciprióták elhelyezkedését jelzi. A vörös a brit támaszpontok helyét mutatja.

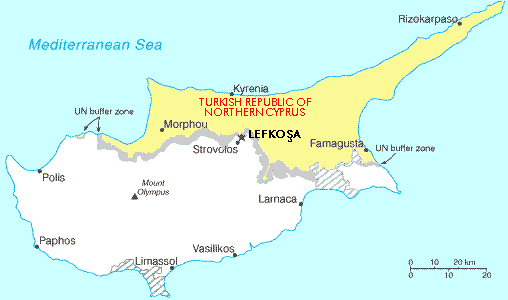
Ciprus politikai térképe napjainkban: északon az el nem ismert de facto török állam, délen a nemzetközileg elismert görög állam. Az északi országrészben ma már nem, vagy csak alig akadnak görög ciprióták.

Az Észak-Cipruson élő anatóliai törökök Törökországból vándoroltak be Ciprus szigetére a terület török megszállása (1974) utáni években. Jelenlétük a ciprusi kérdés érzékeny pontja, és a sziget politikai egyesítésének egyik fő gátja, ugyanis a Ciprusi Köztársaság egyik fő követelése, hogy ezen betelepült törököknek (akiket illegális bevándorlóknak tekint) távozniuk kell a szigetről. Részben emiatt bukott meg a 2004-es Annan-terv is, amely Ciprus egyesítését célozta, de nem tartalmazta azt a kikötést, amely a betelepült törökök távozását tartalmazta volna.
A sziget autochton török lakosságát az ún. török ciprióták alkotják (ők részben eltörökösödött vagy mohamedán hitre tért görögök leszármazottjai), és saját nyelvjárásuk jelentősen befolyásolt a görög nyelvtől, illetve a ciprusi görög nyelvjárástól.
A török bevándorlókat az észak-ciprusi szakadár kormány azon görög ciprióták ingatlanjaiba telepítette be, akik a török invázió miatt főként elmenekültek a Ciprusi Köztársaság területére, vagy pedig megölték őket a török hadsereg katonái és a ciprióta török harcosok. Ezen menekültek kártalanítását is külön követeli a Ciprusi Köztársaság.
A török telepesek ma Észak-Ciprus lakosságának többségét, azaz kb. 66%-át alkotják, átszámítva 160 ezer főt, így az őshonos török ciprióták mára már kisebbségbe kerültek (a teljes lakosság 34%-a, kb. 134 ezer lakos). A törökországi törökök, bár heterogén csoport, de különböző integrációs háttérrel bírnak. Egyes vélemények szerint jóval konzervatívabbak a török cipriótáknál, akik sokkalta szekularizáltabb emberek. Furcsa módon Észak-Ciprus anatóliai török lakossága támogatja a sziget egyesítését, viszont ezt egy görög-török államközösségben képzelné el, ezért elutasítják a török vagy görög nacionalista politikát.

## Jogi kérdések
A sziget újraegyesítéséről szóló tárgyalásokon állandó kérdés Észak-Ciprus anatóliai török lakossága. Görögország és a Ciprusi köztársaság álláspontja szerint ezek az emberek illegális bevándorlók, ezért a ciprusi statisztikai felmérések csak a török cipriótákat veszik figyelembe a lakosság számának mérésénél. Álláspontjuk jogi alapja a genfi egyezmény azon pontja, amely kimondja, hogy jogellenes, ha egy megszálló hatalom saját lakosságát szándékosan telepíti az általa megszállva tartott területre. Ennek megfelelően a Ciprusi Köztársaság és Görögország követeli ezen törökök visszatelepítését törökországi területre, s tősgyökeres lakosságnak a terület török ciprióta lakosságát ismeri el.
A 2004-ben előterjesztett Annan-terv nemcsak, hogy nem biztosított volna módot az anatóliai törökök kitelepítésére Észak-Ciprusról, de még szavazati jogot is adott volna nekik, ezért az Annan-tervet a görög ciprióták elutasították.
Mindamellett a török megszállás és az észak-ciprusi egyoldalú függetlenség deklarálása óta eltelt időben egész generációk nőttek fel a területen. A betelepített törökök leszármazottjai már inkább Ciprust tartják hazájuknak. Voltak, akik próbálkoztak a Törökországba való áttelepüléssel, de az ottani közösségekben nem tudtak gyökeret verni. Emiatt pedig sokan az Emberi Jogok Enciklopédiájára hivatkozva érvelnek amellett, hogy az ilyen Cipruson született és felnőtt, ám anatóliai származású török embereket nem lehet kiutasítani a szigetről, s törvényes joguk van az egyenlő elbánáshoz és olyan lehetőségekhez, mint a szavazati jog.

## Helyzetük
Az Észak-Cipruson élő anatóliai törökök nem mindegyike minősül a de facto állam állampolgárának. Azon anatóliai törökök (és utódaik) kaptak észak-ciprusi állampolgárságot, akiket a török kormány és a szakadár ciprióta török vezetők telepítettek az elmenekült vagy megölt görög ciprióták helyébe, így utódaik is születésüktől fogva viselhették az állampolgárságot. A másik csoport az állam fennállása óta eltelt években, szabad akaratából vándorolt a szigetre, de nem lett észak-ciprusi állampolgár. Mivel azonban az állam léte gyakorlatilag Törökországtól függ (ugyanis annak önkormányzattal bíró protektorátusa), ezért ezeknek a telepeseknek elegendő a török állampolgárságuk.
Az állami szinten betelepített törökök szakmunkásokból, értelmiségiekből, hivatalnokokból, katonatisztekből és azok családtagjaiból, valamint parasztgazdákból és egyéb telepesekből állnak. A második csoportot, amely csak török állampolgárságú, tanulók, tanárok, turisták, engedéllyel rendelkező vendégmunkások vagy feketemunkások alkotják.
A török ciprióták is elkülönítik magukat az anatóliai telepesektől, akiket nyelvjárásukban Türkiyeliler-nek, azaz törökországiak-nak neveznek.

## Betelepítésük története
Bár a török ciprióták fő közösségei már a megszállás előtt északon voltak, de nem foglaltak el egységes területet. Ezek, ahogy a többi török közösség, elszórtan helyezkedtek el a szigeten, a népesség többségét a görög ciprióták alkották mindenütt. Az 1974-es invázió viszont teljesen felborította az addigi etnikai elrendezést. A török reguláris erők és a török ciprióta fegyveresek elől Észak-Ciprusról az ott többséget alkotó görög ciprióták (mintegy 200 ezer ember) tömegesen menekültek el, míg délről szinte valamennyi török ciprióta (kb. 50 ezer ember) elhagyta addigi lakhelyét, és a török megszállási övezetben keresett menedéket a görög ciprióták és az őket támogató görögországi csapatok atrocitásaitól tartva. A menekült török cipriótákkal az északi országrész lakossága nem érte el a korábbi, a megszállás előtti létszámot, így rengeteg korábban görög kézben levő ingatlan maradt üresen.
A törökországi törökök szisztematikus betelepítése már az inváziót követően megkezdődött. Egy megfigyelői jelentés szerint a törökök 1975. februárjától mintegy 5000 mezőgazdasági dolgozót telepítettek a szigetre, akik görög ciprióták hátrahagyott ingó- és ingatlanvagyonait vették át. A telepítések ezen hulláma 1977-ig tartott. Az embereket Közép-Anatóliából, a Fekete-tenger mellékéről és Dél-Törökországból telepítették Ciprusra.
A telepítésnek törvényes keretet próbáltak a törökök biztosítani, méghozzá egy ún. mezőgazdasági munkaerő-megállapodás keretében, amit Törökország és a Ciprusi Török Szövetségi Állam (az Észak-Ciprusi köztársaság elődje) kötött 1975-ben. A telepítéseket a helyi török konzulátusok koordinálták, akik az embereket rádión keresztül toborozták. Sok telepes nehéz életkörülmények közül származott és szülőhazájában nem jutott földhöz. Különösen igaz volt ez a fekete-tengeri régióra. Egy Çarşamba vidéki falut egy gátépítés miatt kitelepítettek és a falu helyét elárasztották. Őket szinte teljes egészében Ciprusra irányították. Többen annyira szorult helyzetben voltak, hogy amikor felkínálták a letelepedés lehetőségét, rögvest igent mondtak, noha nem is tudták hol van Ciprus.
A telepeseket szervezett buszjáratokkal szállították el Mersinig, ahol minden család útlevelet kapott és komppal szállították át őket Famagustába. Itt először szállókban és üresen álló iskolákban kaptak szállást, majd áthelyezték őket a görög ciprióták által elhagyott falvakba. Az üresen álló ingatlanokat sorsolással osztották ki az emberek között.
A telepeseknek itt aztán új, hamis dokumentumokat állítottak ki, hogy elüldözött ciprusi törököknek tűnjenek, így próbálván elkendőzni a genfi egyezmény megsértését. Amikor a telepesek elfoglalták a görög ingatlanokat, a török ciprióta tisztek begyűjtötték az emberek személyes adatait és olyan papírokat hamisítottak a részükre, amelyekben születési helyüknek a jelenlegi lakhelyükhöz legközelebb fekvő településeket adták meg. Így például a Karpasz-félszigeten letelepített törökök közül számos embernek a hamis igazolványok szerint az ottani Mehmetçik falu lett volna a szülőhelye. Amikor İsmet Kotakot, a török ciprióták munkaügyi miniszterét kérdezték a telepítésekről, ő azt válaszolta, hogy őshonos török ciprióták visszatelepítéséről van szó, akiket korábban elüldöztek. Ám mivel a helyi hatóságok által kreált dokumentumok nem voltak hihetők, ezért a szövetségi állam vezetése újakat hamisított a telepesek részére.

## Politikai szerep
Bár feltételezik, hogy a telepesek alkotják az észak-ciprusi török Nemzeti Egység Párt fő bázisát, azonban az anatóliai származású törökök között a párt támogatottsága igen alacsony. Ugyan a radikális és a szélsőséges török pártok megpróbálták megvetni a lábukat a telepesek között, de azok továbbra is a mérsékeltebb ciprusi török pártokat támogatták. Az Egység Pártnak jóval több a szavazója ma is a török cipriótáknál, semmint az anatóliai telepesek és leszármazottjaik között. Észak-Ciprus vezetésében is szinte kizárólag a török ciprióták közül származó politikusok vesznek részt, az anatóliaiak szerepe marginális.
Habár nem igazán vannak a telepesek és utódaik a sziget egyesítése ellen, az erre irányuló törekvéseket mégis éppúgy nem támogatják (mint az Annan-tervet sem), mivel még mindig nem látnak garanciát jogaik teljeskörű biztosítására.

## Lásd még
- Marokkói telepesek Nyugat-Szaharában